# Alfred River (Wilson River)
Der Alfred River ist ein Fluss im Nordwesten des australischen Bundesstaates Tasmanien.

## Geografie
Der Fluss entspringt an den Südwesthängen des Mount Ramsay und fließt in einem Bogen nach Süden. Bei der Limestone Creek Mineralized Area mündet er in den Wilson River.